# Trung tâm Tưởng niệm và Hòa giải Châu Âu ở Pustków-Osiedle
Trung tâm Tưởng niệm và Hòa giải Châu Âu ở Pustków-Osiedle (tiếng Ba Lan: Europejskie Centrum Pamięci i Pojednania w Pustkowie–Osiedlu) là một bảo tàng và cơ sở giáo dục tọa lạc tại làng Pustków-Osiedle, xã Dębica, huyện Dębicki, tỉnh Podkarpackie, Ba Lan. Trung tâm là một đơn vị tổ chức của xã và hoạt động dưới sự quản lý của Trung tâm Thư viện và Văn hóa Xã Dębica.

## Miêu tả
Trung tâm Tưởng niệm và Hòa giải Châu Âu ở Pustków-Osiedle được thành lập vào năm 2009. Hoạt động của trung tâm tập trung vào việc thực hiện các dự án lịch sử về Chiến tranh thế giới thứ hai và cuộc thảm sát Holocaust. Ngoài các hoạt động triển lãm thường trực và tạm thời, trung tâm còn tổ chức nhiều buổi hội thảo, hội nghị và các lớp học. Vào tháng 10 năm 2011, trung tâm được đặt theo tên của Helena Jabłonowska nhũ danh Rey, bà từng là một nhà hoạt động xã hội và là thành viên của Quân đội Nhà. Cuộc triển lãm chính của trung tâm ra mắt vào tháng 5 năm 2012.

## Giờ mở cửa
Trung tâm là một cơ sở hoạt động quanh năm. Khách tham quan phải trả phí vào cửa.